# زبان سن اونژه
زبان سن اونژه از زبان‌های هندواروپایی و شاخه زبان‌های اوییل است که توسط اقلیت کوچکی در منطقه شارنت کشور فرانسه بدان تکلم می‌شود.اگرچه این زبان در سطح وسیعی مورد استفاده مردم نیست اما هنوز در برخی نمایش‌ها و مجلات و رادیوها از آن استفاده می‌شود.